# Bernard Chaix
Bernard Chaix (* 29. Juli 1920 in Genf; † 2. November 2007) war ein Schweizer Ingenieur und Professor an der ETH Zürich.

## Leben
Nach der Matura in Genf im Jahre 1938 studierte Chaix an der Abteilung für Maschineningenieurwesen an der ETH bis 1942. 1943 und 1944 war er Assistent von Gustav Eichelberg am Institut für Thermodynamik. 1945 war er Versuchsingenieur für schnelle Turbomaschinen bei Escher Wyss und 1946 bis 1954 wissenschaftlicher Mitarbeiter von Jakob Ackeret am Institut für Aerodynamik. Ab 1955 war er Ingenieur der Atéliers de Charmilles, Genf.
1970 bis zu seiner Emeritierung 1987 war Chaix ordentlicher Professor für Flüssigkeitstechnik und Leiter des entsprechenden Instituts an der ETH Zürich. Er setzte sich mit grundlegenden Fragen angewandter Strömungsmechanik auseinander. Er arbeitete an Projekten, die thematisch von der Grundlagenforschung im Gebiet der strömungsinduzierten Schwingungen bis hin zu Fragen der Ölhydraulik und Problemen bei der Entwicklung von Wasserturbinen reichten. Seine bedeutendsten Forschungsbeiträge leistete er im Bereich der Strömungsmesstechnik in Wasserkraftanlagen.